# Дача Габерцетеля
Дача В. Ф. Габерцетеля (по имени предполагаемого архитектора и владельца) — памятник архитектуры. Расположен в Курортном районе Санкт-Петербурга, современный адрес дома — Приморское шоссе, 483 литера Б, Комарово.
На флюгере здания указана дата 1908. В здании сочетаются несколько объёмов, сопряжение которых оформлено ложным фахверком. Окна первого этажа большие, под высокими щипцами кровли сделаны стяжки, у дома есть башенка с оригинальным завершением, карнизные свесы.
В советское время в здании было сделано общежитие сотрудников ясли-сада № 9 Василеостровского района (по другой версии, выездной детский сад района).
На 2019 год дача была признана аварийной, предполагалось разместить в ней детский образовательный центр.